# Березичи (усадьба)
Усадьба Оболенских находится в селе Заречье на берегу реки Жиздры, на территории национального парка «Угра», принадлежала князю А. Д. Оболенскому. Ныне находится в руинах. 
Адрес: н/п Березичи в 6 км от Козельска. Является памятником архитектуры.

## История
Новая усадьба в Заречье, на правом берегу реки Жиздры, возникла в начале XX века. Здесь был построен усадебный дом с террасой (в настоящее время руинированы), оформлен парк из липово-лиственных аллей и плодового сада. 
Усадебный дом строился по проекту А. Гавемана в 1875—1905 годах. До Оболенских поместьем владели Чичерины (с 1638 года); в 1825—1829 годах — В. Л. Пушкин.
Князь А. П. Оболенский в 1825—1831 годах занимал должность калужского губернатора. Роду Оболенских принадлежало имение в селе Березичи, где в 1845 году была возведена Никольская церковь.
Последний владелец усадьбы, князь Алексей Дмитриевич Оболенский (1855—1933) — крупный государственный чиновник, сенатор — являлся основателем Березичского стекольного завода, открытого в 1912 году.
После 1917 года семья Оболенских эмигрировала из России. Впоследствии на территории усадьбы располагались дом отдыха, госпиталь, детский дом, школа-интернат, а в настоящее время территория открыта для свободного посещения.

## Описание
Историческая планировка усадьбы искажена современной застройкой, но сохранилась сторожка, восстановлены въездные ворота и ограда, беседка в липовой аллее.
Сохранились:
- руинированный двухэтажный главный дом начала XX века,
- флигель,
- пейзажный парк,
- восстановленные часть усадебной ограды с въездными воротами и деревянная беседка с мостиком в парке. В настоящее время беседка демонтирована, а на её месте оборудована смотровая площадка.